# Anastasia Beverly Hills
Anastasia Beverly Hills es una marca de cosméticos estadounidense fundada y propiedad de su CEO, Anastasia Soare, conocida por sus productos para las cejas. En 2018, se informó que la compañía tenía un valor de $3 mil millones de dólares y tenía $200 millones en EBITDA anual.
Es una de las marcas de cosméticos de más rápido crecimiento en la industria. Se hizo conocida por sus productos para las cejas al introducir un nuevo servicio de modelado de cejas a los clientes, utilizando su método patentado de "proporción áurea", que según la compañía promueve la simetría. La presidenta de ABH es la hija de Anastasia, Claudia Soare, quien lidera la comercialización y las operaciones diarias. El sitio web de la compañía dice que Claudia se enfoca en la publicidad a través de las redes sociales, lo que le permite comunicarse directamente con los consumidores. A partir de 2018, la cuenta de Instagram de la marca tenía más de 18 millones de seguidores.
Los productos más vendidos de la compañía incluyen Brow Wiz, un lápiz de cejas delgadas con un pincel en el otro lado; Pomada Dipbrow; Polvo de cejas duo; Destacando Duo Pencil, para resaltar debajo de la frente; Kit de contorno (regular y crema); Kit Glow, con cuatro tonos metálicos para resaltar; y gel para cejas.